# 奈厄布拉勒龍屬
奈厄布拉勒龍屬（屬名：Niobrarasaurus）屬於結節龍科，是群沒有尾槌的甲龍類恐龍，生存於白堊紀晚期，約8700萬到8200萬年前。化石發現於堪薩斯州西部奈厄布拉勒組的菸山河白堊層，這個地區在晚白堊紀時期位於西部內部海道中部邊緣。尼奧布拉拉龍與多刺甲龍、結節龍有接近親緣關係。
模式種是科氏奈厄布拉勒龍（N. coleii），化石是在1930年代由地理學家Virgil Cole所發現。這些化石最初在1936年由Mehl所敘述，並命名為Hierosaurus coleii。在1995年，肯尼思·卡彭特（Kenneth Carpenter）等人將這些化石重新述敘為新屬。模式標本在2002年交給堪薩斯州的斯騰伯格自然歷史博物館。